# Théâtre Granada (Sherbrooke)
Pour les articles homonymes, voir Théâtre Granada.
Le Théâtre Granada est une salle de spectacle de la ville de Sherbrooke.

## Histoire
Il fut construit en 1928 par une filiale de Famous Players la United Amusement Corporation Limited. Il fut inauguré le 18 janvier 1929.
Durant les années 1970, l'arrivée des salles de cinéma dans les centres commerciaux de la région se fit au détriment de la vocation cinématographique du théâtre : les projections de films y devinrent de plus en plus rares.
Il a été désigné lieu historique national du Canada le 5 juin 1996 par la Commission des lieux et monuments historiques du Canada.
En 1998, la ville de Sherbrooke fit l'acquisition du théâtre dans le but de protéger ce bâtiment patrimonial.
En août 2013, à l'occasion des 85 ans de l'institution, la direction du théâtre annonce d'importants travaux de restauration de la façade du bâtiment, portant notamment sur l'enseigne et le revêtement et ayant pour but de lui redonner son aspect d'origine.
En plus de présenter du contenu culturel, le théâtre fait aussi office de salle de conférence et de réunion pour les entreprises et offre un service de banquets.
En 2022, le Granada devient propriétaire de l'édifice voisin, où la billetterie et les bureaux administratifs d’Animation centre-ville Sherbrooke (ACVS) sont déménagés en février 2023. Le nouveau directeur d’ACVS, Rémi Verrault, prend ses fonctions à cette même période. 
Le Granada reçoit 300 000$ pour de nouveaux écrans géants ainsi que pour déménager ses locaux.
La Ville de Sherbrooke investit près de 1 million de dollars, dont 245 000 $ du ministère de la Culture, pour des travaux sur la façade nord du Théâtre Granada, incluant maçonnerie, remplacement de fenêtres et mises aux normes des sorties de secours. La mairesse Évelyne Beaudin souligne l’importance de cet entretien patrimonial, précisant que ce montant constitue une première étape dans un plan d’entretien progressif des bâtiments municipaux.

## Photos du Théâtre Granada

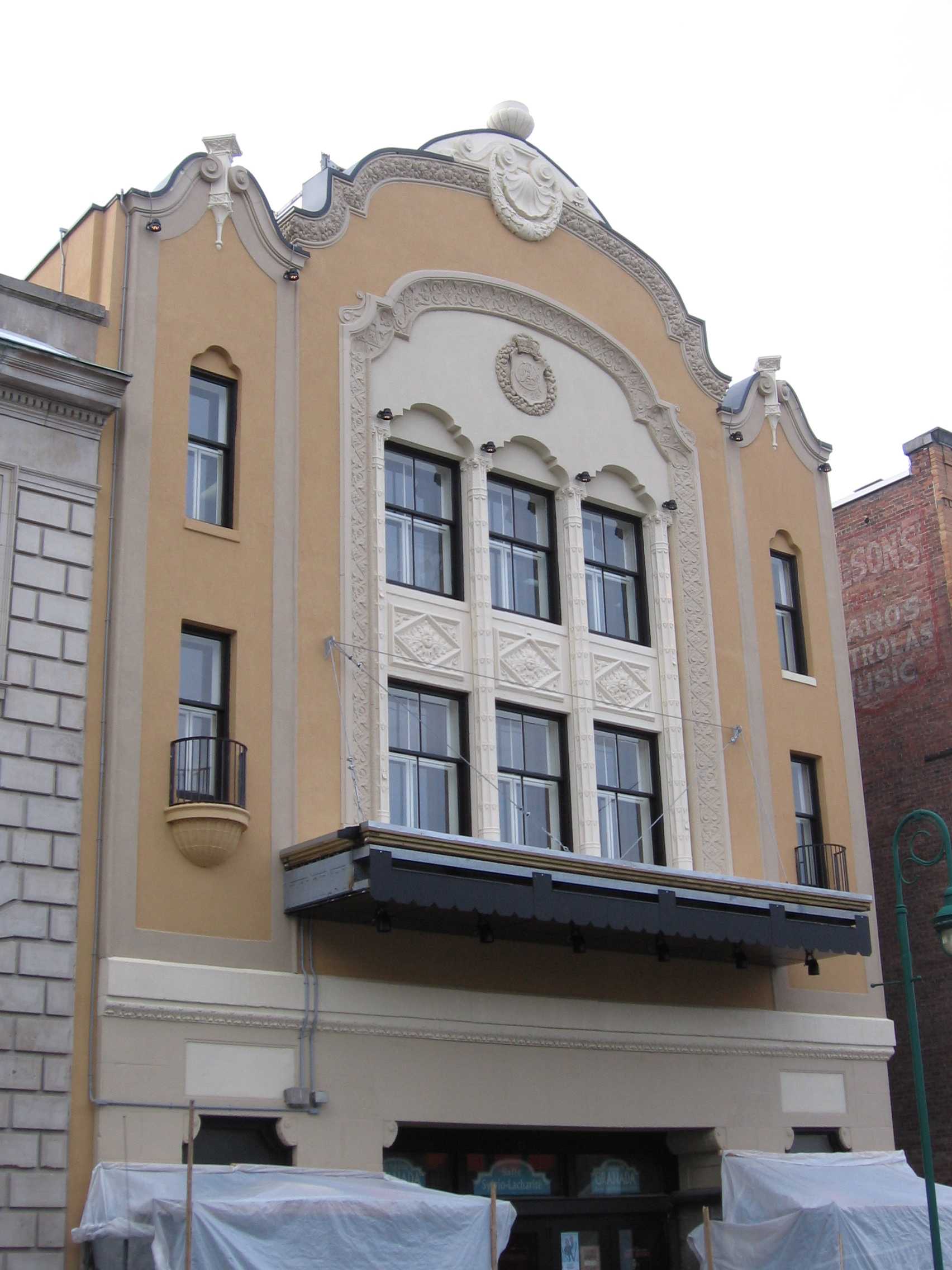
Façade du théâtre pendant les travaux de restauration entrepris en 2013.